# Baydon
 (septembre 2023).
Baydon est une paroisse civile et un village du Wiltshire, en Angleterre.